# 佛罗里达雀鳝
佛羅里達雀鳝，為輻鰭魚綱雀鳝目雀鳝科的其中一種。

## 分布
本魚分布於美國佛羅里達州的淡水及半鹹水流域。

## 特徵
本魚體似斑點雀鳝，不同的是前者嘴較短，且成魚頭部腹面長窄處無板骨。體背部為深褐色，腹部花紋多變化，側面有時具有條紋，體長可達132公分。

## 生態
本魚棲息於淡水河川、湖泊或半鹹水具有沙底質的水域，屬肉食性，以甲殼類、魚類、昆蟲等為食，繁殖期為4-5月。

## 經濟利用
可為遊釣魚或觀賞魚，卵有毒。